# Abigaíl (telenovel·la)
Abigaíl és una telenovel·la veneçolana transmesa per RCTV. Va ser escrita per Elizabeth Alezard, Alberto Gómez, Mariana Luján, Amparo Montalva i María Helena Portas i dirigida per Tito Rojas.
Protagonitzada per Catherine Fulop i Fernando Carrillo i amb les actuacions antagòniques de Hilda Abrahamz i Roberto Moll.

## Sinopsi
Conta la història de la capritxosa Abigaíl, filla única d'un acabalat home de negocis, bella i conflictiva, que s'enamora del professor Carlos Alfredo, que li imparteix classes de literatura en el col·legi San Lázaro. Abigaíl aconsegueix conquistar al professor Carlos Alfredo i de seguida tenen un fill, el qual ella regala a una taxista desconeguda en un moment de desvarieig mental. Abigaíl lluitarà durant molts anys per recuperar al seu fill i poder recuperar l'amor de Carlos Alfredo, al qual culpa de la pèrdua del seu nen. El seu fill, Cheíto, reapareixerà anys més tard un dia en què, per necessitat, entra a robar en la mansió d'Abigaíl. Ella també haurà de bregar amb les germanes bessones, María Begoña i María Clara, que intenten arrabassar-li el seu amor. La història serà odissea d'un amor que sortejarà un matrimoni equivocat, una crisi de bogeria, un fill, uns pares aliens, fins a la feliç unió d'Abigaíl i Carlos Alfredo.

## Repartiment
- Catherine Fulop - Abigaíl Guzmán de Ruiz
- Fernando Carrillo - Prof. Carlos Alfredo Ruiz Aponte
- Hilda Abrahamz - María Clara Martínez (†) / María Begoña Martínez (†)
- Roberto Moll - Álvaro dos Santos Ortiz
- Rosita Vásquez - Berta Aponte Vda. de Ruiz
- Guillermo Ferrán - Guillermo Guzmán
- Virginia Urdaneta - Carlota Martínez
- Dalila Colombo - Rosalba Maldonado
- Manuel Carrillo - Carlos Alfredo "Cheíto" Martínez / Carlos Alfredo "Cheíto" Ruiz Guzmán
- Hylene Rodríguez - Mariana "Marianita" Ruiz Guzmán
- Gledys Ibarra - Pastora
- Romelia Agüero - Blanca Cabrera
- Marisela Buitrago - Viviana López
- Roberto Lamarca - Padre Ismael
- Ileana Jacket - Estrella Monsalve (†)
- Ricardo García - Marcos Rodríguez "El Látigo" (†)
- Marcial Coronado - Joao "el portugués"
- América Barrios - Madre Teresa
- Adolfo Cubas - Leonel Santana (†)
- Astrid Carolina Herrera - Amanda Riquelme
- Inés María Calero - Bárbara Urdaneta
- Crisol Carabal - Rosario "Charito" Santana
- Helianta Cruz - Mónica Salvatierra
- Miguel de León - Médico fisiatra
- Vanessa - Sandra
- Elio Pietrini - Rubén
- Karl Hoffman
- Rita De Gois - Prof. Ninoska Sepúlveda
- Manuel Gassol - Prof. José Rafael Pereira (†)
- Zulay García - Lucía Martínez
- Dante Carlé - Padre Agustín
- Ignacio Navarro - Gaitán
- Alejandro Delgado - Dr. Freddy Avellaneda
- Laura Brey - Sonia Ibarra "La Malvaloca"
- Antonio "Negro" Machuca - Jean Louis René Goduón (†)
- Aidita Artigas - Balbina López
- Katherina Sperka - Tatiana
- Lourdes Medrano - Maruca
- Evelyn Berroterán - Chela
- Sandra Juhasz - Matilde Izaguirre
- Bárbara Mosquera - Emilita "La Cubana"
- Domingo del Castillo - Joaquín Martínez (†)
- Vicky Franco - Leandra
- Felipe Mundarain - Comisario Bressanutti
- Leonardo Oliva - Prof. Oropeza
- Dolores Beltrán - Javiera
- Zuleima González - Pamela
- María del Pilar - Dir. Arismendi
- Gabriela Gerbes - Silvia Oropeza
- Alexander Montilla - Fernando
- Lolymar Sánchez - Zulayta
- Ileana Alomá - Elizabeth
- Roberto Luque - León Felipe
- Carmen Landaeta - Ruperta
- Arturo Forcucci - Peatón recurrente
- Bonnie Morín - Julia
- Coromoto Rivero - Susana Pérez
- Nelson Segre - Insp. Camacho
- Carmen Alicia Mora - Ana Leónidas Guzmán (†)
- Estrella Castellanos - Rita Monsalve